# Gerolamo Theodoli
Le marquis Gerolamo (ou Girolamo) Theodoli, né à Rome en 1677 et mort dans cette même ville le 17 octobre 1766, est un architecte et aristocrate italien.
Gerolamo Theodoli est principalement connu pour la conception du Teatro Argentina de Rome. Il a aussi conçu le clocher pour la Basilique Santa Maria in Montesanto, l'Église Santi Marcellino e Pietro al Laterano de Rome, l'église San Pietro de Vicovaro (près de Tivoli), et l'autel de l'Immaculée Conception de la Cathédrale de Tivoli.